# Benedetto da Maiano

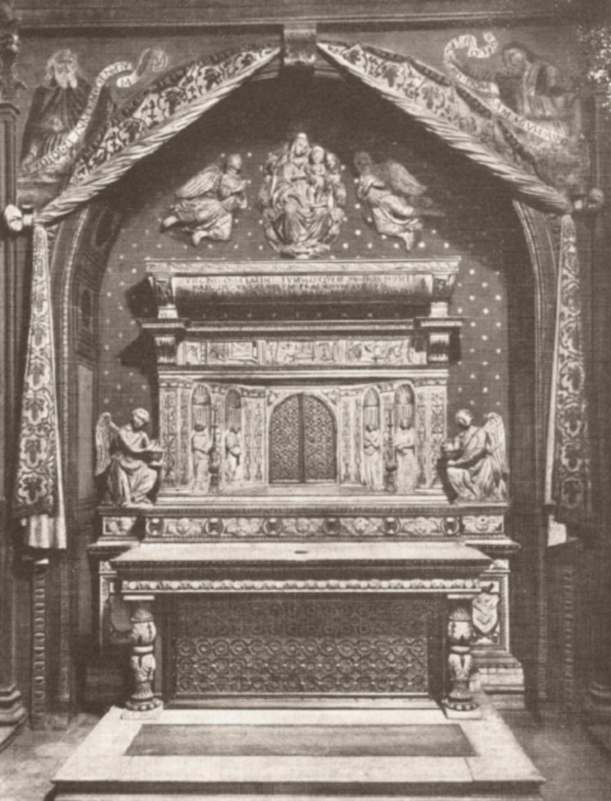
Altar de Santa Fina.

Benedetto da Maiano (Maiano, perto de Fiesole, 1442 – Florença, 24 de maio de 1497), foi um escultor da Itália.
Nascido em uma família de escultores, foi muito influenciado por Antonio Rossellino. Uma de suas primeiras peças foi o Relicário de São Savino (1468–72) para Faenza, e logo em seguida criou o Altar de Santa Fina (1470-75) em San Gimignano, influenciado possivelmente pelas pinturas de Domenico Ghirlandaio. Na mesma época criou um púlpito com vários painéis em baixo-relevo para a Basílica da Santa Cruz em Florença que é uma de suas melhores obras, e o Retrato de Pietro Mellini (1474), um grande estudo de caracterização fisionômica. Na década de 1480 esculpiu um lavabo, relevos dos Evangelistas, a Tumba de Maria de Aragão (inconclusa) e um retábulo sobre a Anunciação em Nápoles, ao mesmo tempo em que se envolveu na criação do Retrato de Filippo Strozzi e sua tumba em Florença, que completou após 1491. Sua obra não é especialmente original, mas revela um grande bom gosto e uma habilidade técnica virtuosística.